# Bezdědovice
Bezdědovice är en ort i Tjeckien.   Den ligger i regionen Södra Böhmen, i den centrala delen av landet, 80 km sydväst om huvudstaden Prag. Bezdědovice ligger 450 meter över havet och antalet invånare är 307.
Terrängen runt Bezdědovice är huvudsakligen platt. Bezdědovice ligger nere i en dal. Runt Bezdědovice är det ganska glesbefolkat, med 40 invånare per kvadratkilometer. Närmaste större samhälle är Blatná, 2,1 km söder om Bezdědovice. Trakten runt Bezdědovice består till största delen av jordbruksmark.